# Harriotta raleighana
Harriotta raleighana, es una quimera de pico largo de la familia rhinochimaeridae, que se encuentra en los mares templados de todo el mundo, a profundidades de entre 200 y 2.600 m. Su longitud es de entre 1,0 y 1,5 m, con un hocico largo y estrecho y una cola larga y filamentosa.